# Dolmen du Pech d'Arsou
Le dolmen du Pech d'Arsou est situé sur un point culminant de la commune de Corn, dans le département du Lot. Il a fait l'objet d'une fouille archéologique dirigée par Jean Clottes en 1963.

## Architecture
Le dolmen du Pech d'Arsou est un petit dolmen à vestibule orienté selon l'azimut 57°. Son tumulus circulaire est d'un diamètre de 14 mètres pour une hauteur maximum de 0,90 mètre. Le dolmen a perdu sa table. L'érosion constatée sur le dessus des tranches des orthostates témoigne de l'ancienneté de cette disparition.
La chambre sépulcrale de forme rectangulaire est délimitée par deux orthostates de taille équivalente. À la base, ces orthostates reposent dans un sillon peu profond et sont calées par des pierres plates. La dalle de chevet est toujours en place. L'orthostate de la face sud et la dalle de chevet s'étaient légèrement inclinées vers l'intérieur de la chambre avant les fouilles.
| Dalle                                                   | Longueur | Épaisseur | Largeur |
| ------------------------------------------------------- | -------- | --------- | ------- |
| Orthostate droit                                        | 1,95 m   | 0,20 m    | 0,90 m  |
| Orthostate gauche (cassé en 2 morceaux)                 | 1,95 m   | 0,20 m    | 0,90 m  |
| Chevet                                                  | 0,70 m   | 0,10 m    | 0,90 m  |
| Données : Inventaire des mégalithes de la France, 5-Lot |          |           |         |

L'entrée de la chambre est précédé d'un petit vestibule (0,80 mètre de large) délimité par des murettes en pierres sèches (0,80 mètre x 0,20 mètre x 0,70 mètre) soigneusement assemblées, l'axe de ce couloir étant légèrement oblique par rapport à celui de la chambre. Ce couloir s'achève sur un genre de seuil constitué de pierres posées à plat (0,30 mètre de haut). Avant la fouille, ce couloir était encombré de gros blocs de pierre qui s'étaient manifestement effondrés en vrac mais dont l'origine n'a pas pu être déterminée (plafond en encorbellement ? murette de fermeture ?).
Le sol de la chambre était recouvert d'un dallage soigné visant à gommer toute dénivellation. Le sol du couloir n'avait pas bénéficié lui de la même attention. L'entrée du dolmen était ornée d'une stèle ovale aniconique adossée à la murette du couloir. De grande taille (1,05 mètre x 0,12 mètre x 0,25 mètre), elle dépassait de la surface du tumulus avant les fouilles, elle était profondément enfoncée dans le sol. À sa base, une grande pierre plate la calait.

## Ossements et mobilier funéraire
D'après le nombre d'ossements retrouvés, la chambre a fait office de sépulture pour une quarantaine d'individus, plus de 1 100 dents humaines y ont été découvertes. Seuls des os longs (tibias, fémurs) ont pu être retrouvés à peu près en entier. Ces os étaient amoncelés dans l'angle nord-ouest de la chambre. Il apparaît qu'à une période indéterminée, ces os ont été volontairement et sommairement entassés dans ce coin afin de dégager l'espace nécessaire à de nouvelles inhumations. Une calotte crânienne quasiment intacte reposait sur la pierre plate calant la base de la stèle aniconique. L'absence de tout autre ossement humain dans le couloir plaide pour un dépôt volontaire et non accidentel (consécutif à une violation de sépulture par exemple). En dehors de la chambre, un squelette intact avait été enterré directement dans le tumulus lui-même à une très faible profondeur (0,25 mètre) perpendiculairement à l'axe du dolmen. Il s'agit vraisemblablement d'une inhumation hâtive bien postérieure à la construction du dolmen.
Au centre de la chambre et dans l'axe du dolmen, les fouilleurs ont aussi mis au jour une côte de bœuf, probable souvenir d'une offrande. Tous les autres ossements d'animaux retrouvés dans le dolmen correspondaient à des os de petits animaux (rongeurs, lézards) sans lien avec les inhumations mais qui avaient pu y trouver refuge.
Le mobilier funéraire retrouvé était constitué de perles annulaires (324 en jayet, 6 en calcite), de perles en os, de pendeloques d'origine animale (molaire de bovidé, canine de suidé), d'un poinçon en os et de tout petits fragments de poterie non identifiables.
D'après tous ces éléments, le dolmen aurait donc été élevé au plus tard au Chalcolithique et utilisé sur une longue période.